# Solenozophyllaria calcarata
Solenozophyllaria calcarata är en mångfotingart som beskrevs av Kraus 1958. Solenozophyllaria calcarata ingår i släktet Solenozophyllaria och familjen Odontopygidae. Inga underarter finns listade i Catalogue of Life.